# Chryssoúla Katsavriá-Sioropoúlou
Chryssoúla Katsavriá-Sioropoúlou (en grec moderne : Χρυσούλα Κατσαβριά-Σιωροπούλου), née le 7 août 1959 à Anávra en Grèce, est une femme politique grecque.

## Biographie
Aux élections législatives grecques de janvier 2015, elle est élue députée au Parlement grec sur la liste de la SYRIZA dans la circonscription de Kardítsa.